# ダスティン・アクリー
- ダスティン・アックリー

ダスティン・マイケル・アクリー（Dustin Michael Ackley, 1988年2月26日 - ）は、アメリカ合衆国ノースカロライナ州ウィンストン・セーラム出身の元プロ野球選手（内野手、外野手）。
メディアによっては、アックリーと表記される場合もある。
父親のジョン・アクリーは、かつてボストン・レッドソックス傘下のAAA級ポータケットなどに所属していたプロ野球選手だったが、結局メジャーには昇格できずに選手生活を終えている。

## 経歴

### プロ入り前
ノースカロライナ大学時代は3年連続で打率4割を記録し、通算打率は.412と卓越したバットコントロールを誇った。大学入学時は遊撃手で、その後は中堅手へ転向したが、2008年のトミー・ジョン手術後、一塁手へコンバートされた。2009年にはゴールデンスパイク賞の最終選考まで残ったものの、スティーブン・ストラスバーグが受賞した。

### プロ入りとマリナーズ時代
2009年のMLBドラフト1巡目（全体2位）でシアトル・マリナーズから指名を受け、5年750万ドルの契約を結ぶ。
2011年6月17日、フィラデルフィア・フィリーズ戦にて、7番二塁手でメジャーデビューを果たす。観客から大歓声を送られて立った第1打席では、2ストライク後にピッチャー返しとなる中堅前安打を放ち、MLB初安打を記録。翌6月18日には、同フィリーズ戦で右翼へMLB初本塁打を記録した。その後も安定して打ち続け、6月24日以降は5番打者を務め、7月8日以降には3番打者に定着。不安視されていた二塁の守備も無難にこなした。途中までは打率3割前後を残していたが、徹底的なマークに遭ったことやハムストリングを痛めた影響などからシーズン終盤に失速し、打率.273・出塁率.348でシーズンを終えた。90試合の出場ながら三塁打を7本記録し、イチローの持つ新人最多三塁打8本の球団記録にあと1本まで迫った。シーズン終了後、マリナーズのチームMVPに選出された。
2012年はオークランド・アスレチックスと東京ドームで開催されたMLB日本開幕戦のメンバーとして訪日。開幕戦で同年のMLB第1号と決勝打を記録した。シーズンでは前年を大きく上回る153試合に出場したものの、打率.226、出塁率.294と極度の不振に陥った。
2013年は出場試合数が減少して規定打席到達こそならなかったが、打率は.253まで上昇した。守備面では、セカンドとセンターでそれぞれ50試合以上の守備に就き、他に左翼手や一塁手に就く機会もあり、ユーティリティ選手として起用された。
2014年、左翼手に固定されて起用され、2年ぶりに規定打席に到達した。しかし打率.250・出塁率.300のラインを下回り、低調だった。

### ヤンキース時代

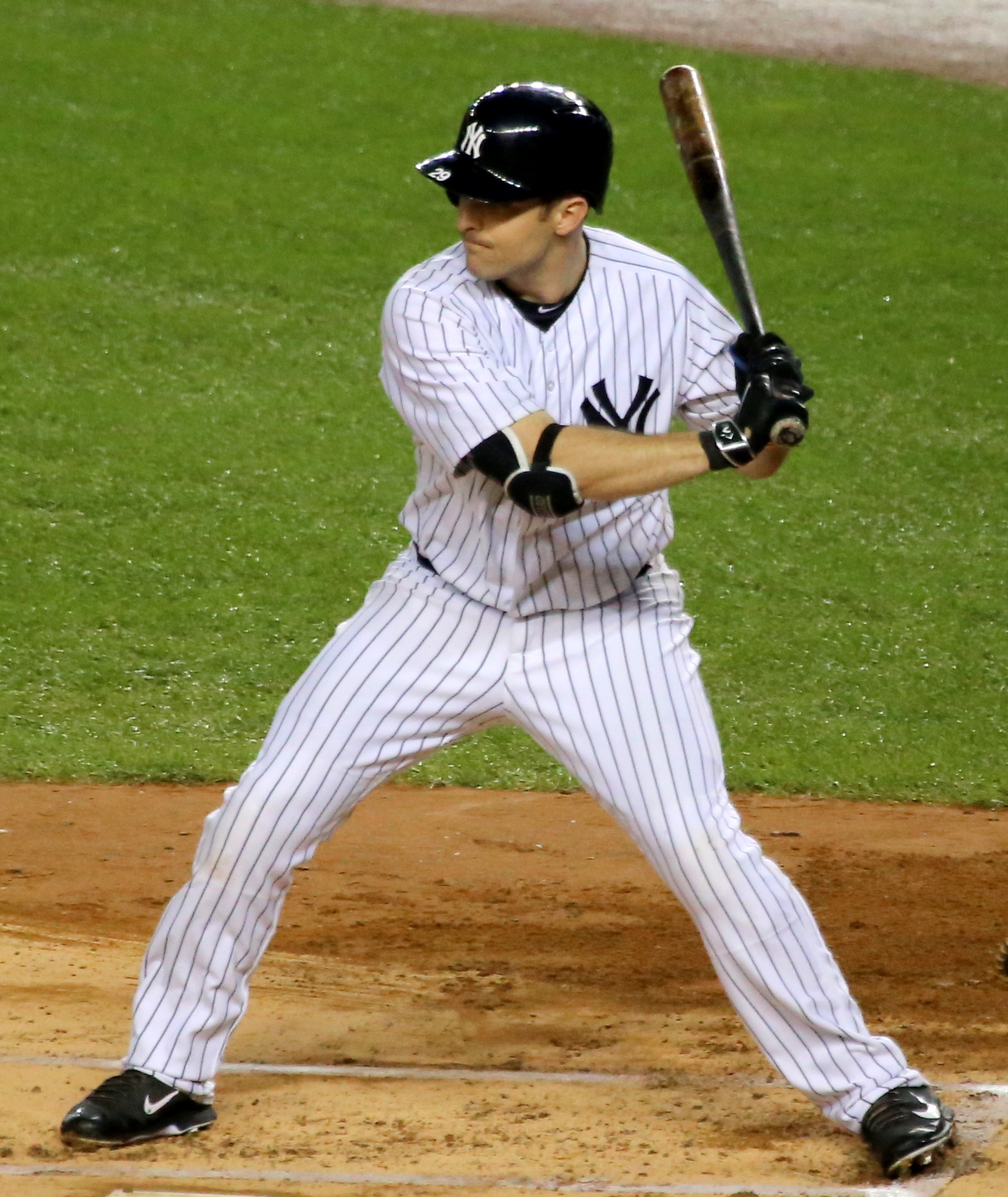
ニューヨーク・ヤンキースでの現役時代（2015年9月12日）

2015年7月30日にホセ・ラミレス、ラモン・フローレスとのトレードでニューヨーク・ヤンキースに移籍した。マリナーズでは不振だったが、ヤンキース加入後は調子を上げ、23試合で打率.288・4本塁打・11打点という内容だった。両チームでの合算成績は、108試合で打率.231であり、2年連続2ケタ本塁打を放った。ヤンキースでは、固定ポジションを与えられたわけではなく、内外野の複数ポジションを守った。
2016年は、アーロン・ヒックスやロブ・レフスナイダーら若手のユーティリティ格が台頭した事もあって出番を大幅に減らし、5月30日以降は右肩の脱臼で故障者リストに入ったため、メジャーデビュー以来ワーストの28試合の出場に終わった。打率は.148で長打はなく、挙げた打点も4だった。守備成績は、一塁手の13試合で無失策、右翼手の9試合で無失策だった。11月18日にFAとなった。

### エンゼルス傘下時代
2017年2月4日、ロサンゼルス・エンゼルスとマイナー契約を結び、同年のスプリングトレーニングに招待選手として参加することになった。4月5日にエンゼルス傘下AAAチームのソルトレイク・ビーズに送られ、そのままメジャーに昇格することなく1年間プレーし、シーズン終了後の11月6日にFAとなった。
2018年もエンゼルスとマイナー契約を結び、ソルトレイク・ビーズでプレーした。

### マリナーズ復帰
2019年1月24日に古巣のシアトル・マリナーズとマイナー契約を結んだ。しかし、シーズン開幕前の3月12日にFAとなった。

## 詳細情報

### 年度別打撃成績
| 年 度    | 球 団    | 試 合 | 打 席 | 打 数 | 得 点 | 安 打 | 二 塁 打 | 三 塁 打 | 本 塁 打 | 塁 打 | 打 点 | 盗 塁 | 盗 塁 死 | 犠 打 | 犠 飛 | 四 球 | 敬 遠 | 死 球 | 三 振 | 併 殺 打 | 打 率 | 出 塁 率 | 長 打 率 | O P S |
| -------- | -------- | ----- | ----- | ----- | ----- | ----- | -------- | -------- | -------- | ----- | ----- | ----- | -------- | ----- | ----- | ----- | ----- | ----- | ----- | -------- | ----- | -------- | -------- | ----- |
| 2011     | SEA      | 90    | 376   | 333   | 39    | 91    | 16       | 7        | 6        | 139   | 36    | 6     | 0        | 0     | 3     | 40    | 1     | 0     | 79    | 3        | .273  | .348     | .417     | .766  |
| 2012     | SEA      | 153   | 668   | 607   | 84    | 137   | 22       | 2        | 12       | 199   | 50    | 13    | 3        | 1     | 1     | 59    | 7     | 0     | 124   | 3        | .226  | .294     | .328     | .622  |
| 2013     | SEA      | 113   | 427   | 384   | 40    | 97    | 18       | 2        | 4        | 131   | 31    | 2     | 3        | 4     | 1     | 37    | 1     | 1     | 72    | 6        | .253  | .319     | .341     | .660  |
| 2014     | SEA      | 143   | 542   | 502   | 64    | 123   | 27       | 4        | 14       | 200   | 65    | 8     | 4        | 3     | 2     | 32    | 1     | 3     | 90    | 10       | .245  | .293     | .398     | .692  |
| 2015     | SEA      | 85    | 207   | 186   | 22    | 40    | 8        | 1        | 6        | 68    | 19    | 2     | 2        | 3     | 3     | 14    | 0     | 1     | 38    | 3        | .215  | .270     | .366     | .635  |
| 2015     | NYY      | 23    | 57    | 52    | 6     | 15    | 3        | 2        | 4        | 34    | 11    | 0     | 0        | 0     | 1     | 4     | 0     | 0     | 7     | 0        | .288  | .333     | .654     | .987  |
| '15計    | NYY      | 108   | 264   | 238   | 28    | 55    | 11       | 3        | 10       | 102   | 30    | 2     | 2        | 3     | 4     | 18    | 0     | 1     | 45    | 3        | .231  | .284     | .429     | .712  |
| 2016     | NYY      | 28    | 70    | 61    | 6     | 9     | 0        | 0        | 0        | 9     | 4     | 0     | 0        | 0     | 1     | 8     | 0     | 0     | 9     | 0        | .148  | .243     | .148     | .390  |
| MLB：6年 | MLB：6年 | 635   | 2347  | 2125  | 261   | 512   | 94       | 18       | 46       | 780   | 216   | 31    | 12       | 11    | 12    | 194   | 10    | 5     | 419   | 25       | .241  | .304     | .367     | .671  |

- 2018年度シーズン終了時

### 背番号
- 13 （2011年 - 2015年途中）
- 29 （2015年途中 - 2016年）